# Sergio Osmeña

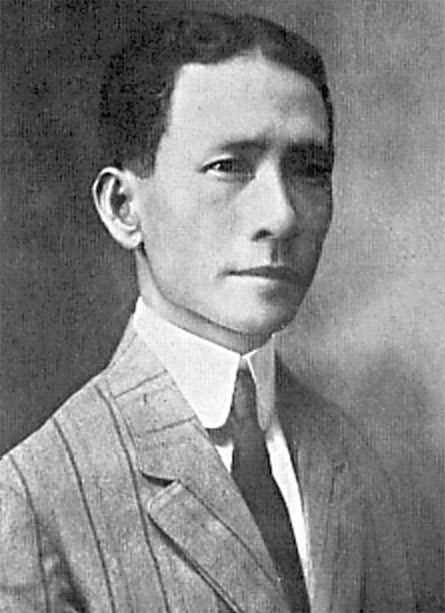
Sergio Osmeña

Sergio Osmeña y Suico (* 9. September 1878 in Cebu; † 19. Oktober 1961 in Quezon City) war ein philippinischer Politiker und Präsident der Philippinen.

## Studium und frühe berufliche Tätigkeiten
Nach dem Studium an der University of San Carlos, das er 1892 abschloss, setzte er sein Studium am Colegio de San Juan de Letran in Manila fort, wo er erstmals seinen Studienfreund und späteren Präsidenten Manuel Quezon traf. Später folgte noch ein Studium der Rechtswissenschaften an der University of Santo Tomas, wo er Student von Cayetano Arellano war und das er 1903 als Zweitbester abschloss.
Bereits während des Spanisch-Amerikanischen Krieges diente er im Stab des Generals Emilio Aguinaldo als Kurier und Journalist. 1900 gründete er in Cebu die Tageszeitung „El Nuevo Dia“, die allerdings nur bis 1903 veröffentlicht wurde. Anschließend war er eine kurze Zeit als Rechtsanwalt tätig.

## Politische Laufbahn in der amerikanischen Territorialzeit

### Gouverneur von Cebu
Bereits als Rechtsanwalt begann er seine politische Laufbahn als Ratsherr im Stadtrat von Cebu City. Unter der amerikanischen Kolonialverwaltung wurde er 1904 vom damaligen US-Gouverneur Luke Edward Wright zunächst zum Gouverneur von Cebu ernannt und dann zwei Jahre später zum dortigen Gouverneur gewählt.

### Gründer der „Nacionalista Party“
Zusammen mit seinem alten Studienkollegen Quezon gründete er kurz darauf als Gegenbewegung zur „Partido Federalista“, die hauptsächlich von Politikern aus Manila bestand, die „Nacionalista Party“, die sich zumeist aus Politikern der Provinzen zusammensetzte. In den folgenden Jahren kam es immer wieder zu Rivalitäten über die politische Mehrheit in den Parlamenten.

### Parlamentssprecher und Senatspräsident
Noch als Gouverneur kandidierte er bereits 1907 erfolgreich für die Wahl zur ersten Philippinischen Versammlung. Diese Versammlung wählte ihn zu ihrem Sprecher, so dass der damals gerade 29-jährige Osmeña bereits der ranghöchste philippinische Politiker war. In diesen Ämtern blieb er zunächst bis 1916.
Als 1916 aus der Philippinischen Versammlung das erste Repräsentantenhaus hervorging wurde Osmeña auch in diesem zum Parlamentssprecher gewählt.
Von 1922 bis 1935 wurde er dann in den Senat der philippinischen Legislative gewählt. Von 1922 bis 1933 war er zudem Präsident des Senats pro tempore.

### Verhandlungen über die Unabhängigkeit von den USA
1933 reiste er in die USA, um dort über die Unabhängigkeit der Philippinen von den USA zu verhandeln. Bereits 1933 wurde vom Kongress als erster Schritt der Dekolonialisierung das Hare-Hawes-Cutting Unabhängigkeitsgesetz erlassen, welches schließlich 1934 durch das Tydings-McDuffie-Gesetz ersetzt wurde. Dieses sah zunächst für einen Zeitraum von zehn Jahren eine Selbstverwaltung der Philippinen und danach die Unabhängigkeit der Philippinen von den USA vor.

## Aufstieg zum Präsidenten des Commonwealth der Philippinen

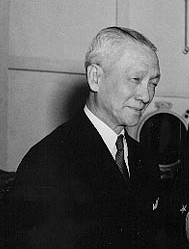
Präsident Sergio Osmeña (November 1943)

### Vizepräsident unter Manuel L. Quezon
Die Umsetzung der Gesetze erfolgte am 15. November 1935 mit der Gründung des Philippinischen Commonwealth. Osmeña wurde unter dem ersten Präsidenten Manuel Quezon zum Vizepräsidenten gewählt. 1941 erfolgte die Wiederwahl des Präsidenten Quezon und seines Vizepräsidenten Osmeña.
Nach dem Einmarsch japanischer Truppen auf die Philippinen ging die Regierung am 3. Januar 1942 ins Exil in die USA.

### Präsidentschaft
Nach dem Tod von Präsident Quezon am 1. August 1944 im amerikanischen Exil wurde er zweiter und letzter Präsident dieses Commonwealth und bildete die Gegenregierung zum auf den Philippinen residierenden Präsidenten José P. Laurel, der mit der japanischen Besatzungsmacht kollaborierte. Während seiner Amtszeit begann er bereits mit der Reorganisation der Verwaltung bei einer Rückkehr auf die Philippinen.
Noch im gleichen Jahr kehrte er mit den Truppen um US-General Douglas MacArthur zur Rückeroberung der Philippinen von den japanischen Truppen auf die Philippinen zurück. Nach dem Kriegsende begann er mit dem Wiederaufbau der Commonwealthverwaltung, setzte aber auch die Bemühungen zum Erreichen der vollen Unabhängigkeit weiter fort.

## Erfolglose Präsidentschaftskandidatur 1946 und Rückzug aus der Politik

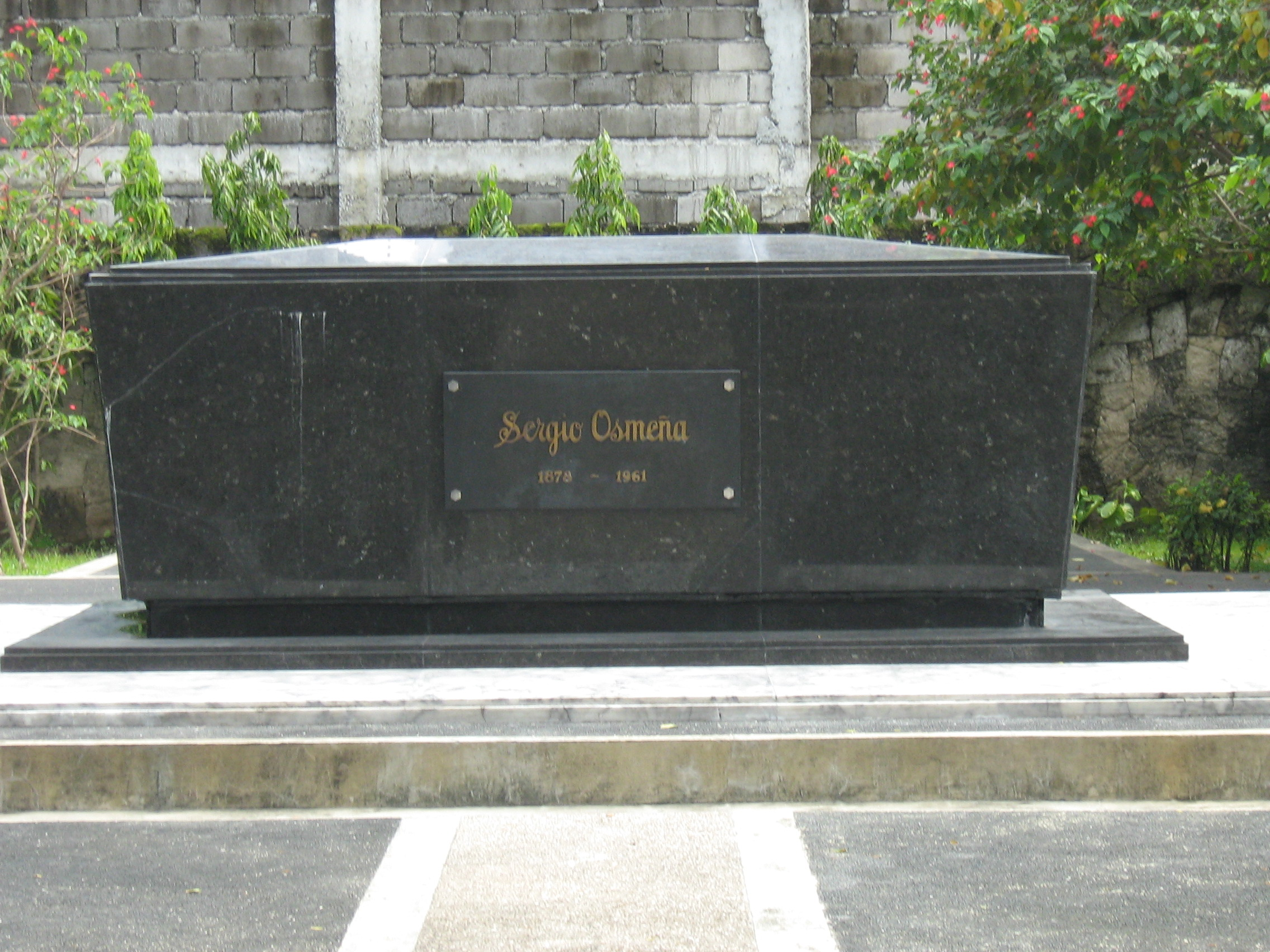
Grabstätte von Sergio Osmeña

Nach der Gründung der Republik der Philippinen am 4. Juli 1946 kandidierte er erfolglos für das Amt des ersten Präsidenten und hob im Wahlkampf seine vierzigjährige Dienstzeit für die Interessen der Philippinen hervor. Osmeña unterlag bei der Wahl jedoch Manuel Roxas, der mit 54 Prozent zum Präsidenten gewählt wurde. Nach dieser Wahlniederlage zog er sich bis zu seinem Tode in seine Heimatprovinz Cebu zurück.
Sein Sohn Sergio Osmeña Jr. sowie zwei seiner Enkel (Sergio Osmeña III. und John Henry Osmeña) wurden ebenfalls Senatoren.